# Spavela
Spavela is de benaming voor een drank die voor een kwart bestaat uit bruisend water en voor driekwart uit bier. De benaming wordt vooral in Vlaanderen gebruikt. In Nederland noemt men dit een "Waterzakje" 
Spavela drank wordt voornamelijk gedronken door oudere mensen, omdat het water het bier verdunt zonder de kleur ervan te wijzigen. Tijdens het carnaval wordt het ook regelmatig gedronken om minder snel dronken te worden. Spavela kan met elke variant van bier gemaakt worden, op voorwaarde dat het een licht bier is.